# Escalerilla, Veracruz
Escalerilla är en ort i Mexiko.   Den ligger i kommunen Nogales och delstaten Veracruz, i den sydöstra delen av landet, 220 km öster om huvudstaden Mexico City. Escalerilla ligger 1 488 meter över havet och antalet invånare är 153.
Terrängen runt Escalerilla är varierad. Escalerilla ligger nere i en dal. Runt Escalerilla är det ganska tätbefolkat, med 134 invånare per kvadratkilometer. Närmaste större samhälle är Orizaba, 12,8 km nordost om Escalerilla. I omgivningarna runt Escalerilla växer huvudsakligen savannskog.